# Centralia (Iowa)
Centralia – miasto w Stanach Zjednoczonych, w stanie Iowa, w hrabstwie Dubuque.

## Demografia
Zgodnie ze spisem statystycznym z 2000 roku, miasto liczyło 101 mieszkańców. W 2023 roku liczba mieszkańców wzrosła do 117 osób, a gęstość zaludnienia przekroczyła 83 osoby/km².